# محمد عادل جمعة
محمد عادل جمعة (من مواليد 27 أغسطس 1994 بمحافظة بورسعيد) هو لاعب كرة قدم مصري في مركز الظهير الأيسر، يلعب حاليًا لصالح نادي بتروجيت.
برز مع نادي المصري في موسم 2014-2015، وبعدها انضم لنادى الزمالك في يونيو 2015 مقابل 3 ملايين جنيه لمدة أربعة مواسم. شارك مع الزمالك في 21 مباراة، صنع فيهم 3 أهداف. انتقل بعدها إلى نادي الإسماعيلي في صيف 2016، ومعه شارك في 17 مباراة دون صناعة أي هدف في موسم 2016–2017. ثم انتقل في أغسطس 2017 إلى نادي بتروجيت مقابل مليونين و250 ألف جنيه بالإضافة للحول الإسماعيلي على نسبة 25% من إعادة بيعه مستقبلا عن طريق بتروجيت.

## بطولات حصل عليها
- كأس مصر (2014-2015)